# Gauliga Südbayern
Die Gauliga Südbayern war in der Endphase des Zweiten Weltkrieges eine der höchsten Spielklassen im deutschen Fußball in der Zeit des Nationalsozialismus.

## Geschichte
Die Liga entstand 1942 nach der Auflösung der Sportbereichsklasse Bayern, an dessen Stelle zwei gebietsmäßig kleinere, nun wieder Gauligen genannte, Einheiten traten (Gauliga Nordbayern und Gauliga Südbayern).  Dies hatte vorwiegend logistische Gründe, kriegsbedingt herrschte Treibstoffknappheit und Mangel an Transportmöglichkeiten, so dass längere Auswärtsfahrten zusehends schwieriger zu Organisieren waren. Zur Spielzeit 1944/45 wurde die Gauliga Nordbayern wieder aufgelöst, und der Sportbereich Bayern in jeweils 5 Gaue aufgeteilt. Ein Spielbetrieb fand nur noch unregelmäßig statt, einzig im Gau München wurde noch ein Meister ermittelt.
In der Gauliga Nordbayern spielten 10 Mannschaften im Rundenturnier um den Titel. Der Gaumeister war für die Endrunde um die deutsche Fußballmeisterschaft qualifiziert. Der TSV 1860 München und der FC Bayern München gewannen je einmal die Gaumeisterschaft, erreichten aber bei der deutschen Fußballmeisterschaft keine vorderen Platzierungen.

## Gaumeister 1943–1944
| Saison  | Gaumeister Südbayern | Abschneiden deutsche Meisterschaft | Deutscher Meister |
| ------- | -------------------- | ---------------------------------- | ----------------- |
| 1942/43 | TSV 1860 München     | Viertelfinale                      | Dresdner SC       |
| 1943/44 | FC Bayern München    | 1. Runde                           | Dresdner SC       |

## Rekordmeister
Rekordmeister der Gauliga Nordbayern ist der TSV 1860 München und der FC Bayern München, welche die Gaumeisterschaft von Südbayern jeweils einmal gewinnen konnten. Der TSV 1860 München gewann 1941 bereits die Gaumeisterschaft Gesamtbayerns.
|  | Verein            | Titel | Jahr |
|  | ----------------- | ----- | ---- |
|  | TSV 1860 München  | 1     | 1943 |
|  | FC Bayern München | 1     | 1944 |